# Anthony Vogel
Anthony „Tony“ Vogel (* 19. Mai 1964 in Gravelbourg, Saskatchewan) ist ein ehemaliger deutsch-kanadischer Eishockeyspieler, der für den EC Hedos München bzw. Maddogs München, BSC Preussen, Eintracht Frankfurt, EV Landshut und Kaufbeurer Adler in der Eishockey-Bundesliga und Deutschen Eishockey Liga (DEL) gespielt hat.

## Karriere
Vogel spielte während seiner Juniorenzeit für die Regina Pats in der Western Hockey League erstmals gemeinsam mit Dale Derkatch. Innerhalb der Liga wechselte im Laufe seiner zweiten Saison zu den Kamloops Junior Oilers, wo er unter anderem mit Greg Evtushevski zusammenspielte. 
Zur Saison 1986/87 wechselte er nach Europa uns schloss sich dem SV Bayreuth an. Mit 31 Punkten in der Aufstiegsrunde hatte er großen Anteil am guten Abschneiden seines Teams. Dies sah man auch beim Aufsteiger BSC Preussen so und holte Vogel für die Bundesliga. Nach einem guten ersten Jahr, lief es in der zweiten Saison in Berlin nicht mehr so gut. Zur Saison 1989/90 wechselte er zu Aufsteiger EC Hedos München. Hier traf er wieder auf Dale Derkatch, der mit ihm und Ken Berry die erste Reihe bildete. Nach einem guten Jahr in München wechselte er zur Frankfurter Eintracht, um schon ein Jahr darauf zum SB Rosenheim weiterzuziehen. Dort spielte er erneut zusammen mit Dale Derkatch.
Ab der Saison 1992/93 spielte Vogel wieder für den EC Hedos München und konnte dort wieder an Derkatchs Seite 1994 den Meistertitel gewinnen. Als im darauffolgenden Jahr in München zum Jahresende der Spielbetrieb eingestellt wurde, beendete Vogel die Saison beim EV Landshut. In der Saison 1995/96 spielte er, erneut an der Seite von Derkatch, für die Kaufbeurer Adler. Das letzte Jahr seiner aktiven Karriere bestritt er in der 1. Liga. Nach zehn Spielen beim EHC Klostersee wechselte er innerhalb der Liga zu den Erding Jets.

### International
Darüber hinaus absolvierte Vogel im Rahmen des Deutschland Cup 1991 drei Einsätze für die deutsche Nationalmannschaft.

## Erfolge und Auszeichnungen
- 1994 Deutscher Meister mit dem EC Hedos München